# Râul Bologa
Râul Bologa este un curs de apă, afluent al râului Șesu. 

## Hărți
- Harta județului Mureș